# Joodse begraafplaats (Bredevoort)
Aan de Prins Mauritsstraat in het Gelderse Bredevoort ligt een Joodse begraafplaats.

## Geschiedenis
Bredevoort had sinds 1543 een kleine Joodse gemeenschap en rond het jaar 1700 was er een synagoge aan huis. Rond 1830 werd deze gemeenschap, die tot dan toe onder Winterswijk viel, een zelfstandige gemeente. Er werd op de Vismarkt 9 een synagoge gebouwd die ongeveer honderd jaar in gebruik is geweest. De gemeenschap bestond omstreeks 1850 uit ongeveer 40 personen, hierna nam de gemeenschap in omvang af. In het jaar 1900 werd de Joodse gemeente opgeheven en bij die van Aalten gevoegd.

### Twee begraafplaatsen
In Bredevoort waren voorheen twee Joodse begraafplaatsen. De eerste en tevens oudste was gelegen op het voormalige kasteelterrein achter de Hozenstraat nummer 5. Dit terrein werd in 1953 aan de gemeente Aalten verkocht ten behoeve van woningbouw. De stoffelijke resten en grafzerken werden dat jaar verplaatst naar de tweede begraafplaats aan de Prins Mauritsstraat. Broer en zus Levi en Sara Sander waren de laatste Joden in Bredevoort. Beiden zijn in 1938, kort na elkaar, overleden. De begraafplaats aan de Prins Mauritsstraat is samen met de algemene begraafplaats aangelegd op het terrein dat vrijgekomen is door de ontmanteling van Bredevoorts vestingwerken aan de oostzijde van het stadje. De begraafplaats is niet toegankelijk voor het publiek en werd aanvankelijk door de gemeente onderhouden. Sinds 2018 zorgen vrijwilligers van de vereniging Bredevoorts Belang ervoor dat het gras gemaaid wordt en dat de muren en de 12 grafzerken vrijblijven van klimplanten. In het najaar van 2022 is gestart met de restauratie van de scheuren in de muren, is het voegwerk vernieuwd en de poort onder handen genomen.

## Afbeeldingen

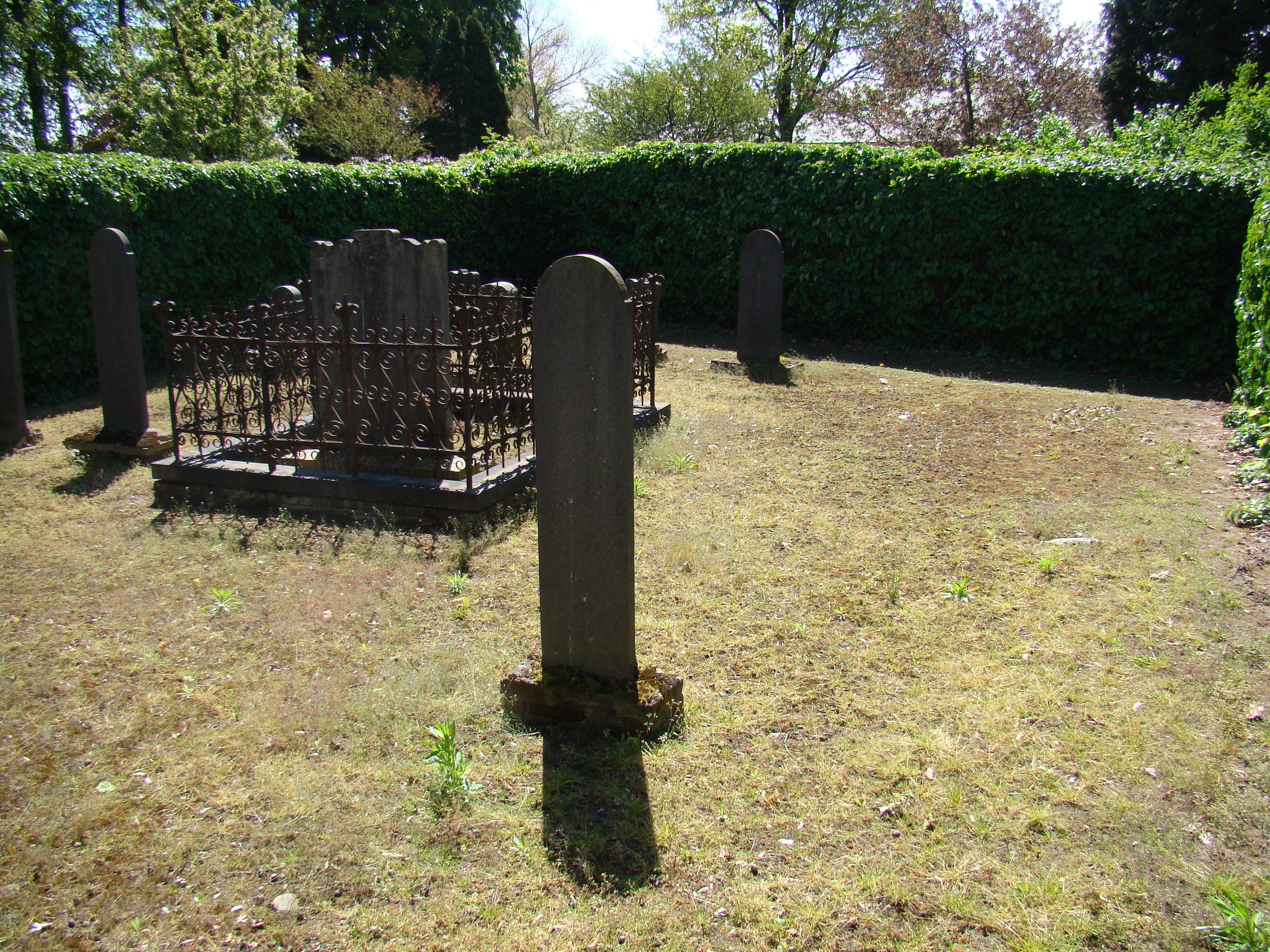
Enkele zerken
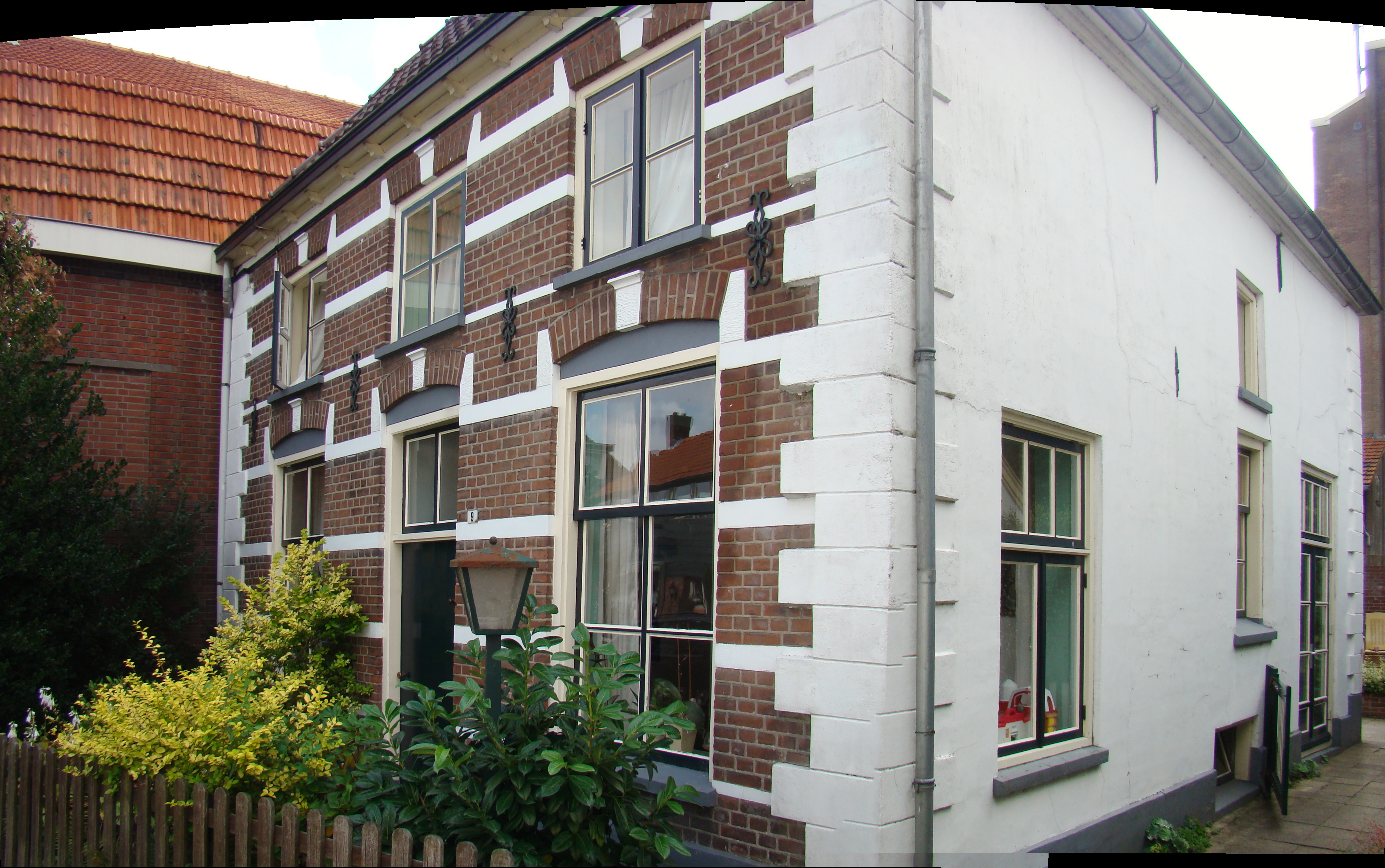
Voormalige synagoge aan de Vismarkt